# Martin de Ginzo
Martin de Ginzo fue un juglar gallego o portugués del siglo XIII.

## Biografía
No quedan datos biográficos suyos. Estudiosos como A. Da Costa Lopes sostienen que es originario de Portugal, existe una localidad llamada Ginzo en la región de Barcelos, pero también existen las localidades gallegas de Ginzo de Limia y, en especial, una parroquia de Puenteareas donde se cree que se localizaba la ermita citada en sus cantigas. Ramón Lorenzo sugiere que estaría activo en los reinados de Fernando III o Alfonso X, basándose en la mención que hace a la guerra en una de sus composiciones.  

## Obra
Se conservan 8 cantigas de amigo, de las cuales 7 pertenecen al subgénero denominado cantigas de romería, compuestas conforme la estructura tradicional (paralelismo con leixaprén y rima asonante). En una de sus cantigas cita un instrumento musical llamado adufe.